# Martin Knetig
Martin Knetig (18. srpna 1972) je český podnikatel.
V 90. letech 20. století působil jako likvidátor a nucený správce. Od roku 2004 soukromě podnikal.
V roce 2010 působil jako poradce ministra životního prostředí Pavla Drobila, který byl nucen rezignovat pro podezření z korupce v prosinci 2010.
V srpnu 2011 byl Knetig protikorupční policií obviněn z trestného činu nepřímého úplatkářství, když se pokoušel získávat nelegální finance pro ODS. Podle policie měl nabídnout členovi představenstva Komerční banky, aby sponzoroval občanské demokraty výměnou za to, že zajistí uložení peněz ze Státního fondu životního prostředí na účet této banky.

Ačkoli státní zastupitelství opakovaně Knetiga obžalovalo z nepřímého úplatkářství, příslušný soud opakovamě stíhání bez hlavního líčení zastavil ale odvolací soud naopak rozhodnutí o zastavení hned dvakrát zrušil. Napotřetí soudní líčení v srpnu 2012 proběhlo přečtením obžaloby, výslechem několika svědků a výrokem Knetiga, že obvinění odmítá. Podle soudu se sice Knetig scházel s členem představenstva Komerční banky, ale nepodařilo prokázat, že mu nabídl, aby sponzoroval ODS.
Odvolací senát pražského městského soudu v listopadu 2012 však prvoinstanční rozsudek zrušil a vrátil kauzu k projednání Obvodnímu soudu pro Prahu 1.